# Sonnennebel
Der Sonnennebel (auch solarer oder präsolarer Urnebel genannt) ist in der geltenden Kosmogonie eine interstellare Molekülwolke, aus der sich einst das Sonnensystem gebildet hat. Solche Wolken werden in der Astronomie auch Nebel genannt. Der Sonnennebel bestand wie alle Molekülwolken in erster Linie aus Gas und relativ wenig Staub. Aus ihm stammt sowohl die Materie der Sonne als auch der um sie kreisenden Planeten und anderen Körpern im Sonnensystem.

## Historische Hypothesen
Die Hypothese solch eines Urnebels wurde erstmals 1734 von Emanuel Swedenborg aufgestellt sowie im Jahr 1755 von Immanuel Kant in seinem Werk Allgemeine Naturgeschichte und Theorie des Himmels vorgestellt. Kant nahm an, dass sich in diesem Nebel durch die Wechselwirkung seiner Teilchen mit der Zeit ein anfangs schon etwas vorherrschender Umlaufsinn durchgesetzt hat und der Urnebel daher immer ausgeprägter und abgeflachter rotierte.
Im Jahr 1796 stellte  Pierre-Simon Laplace unabhängig davon ein relativ ähnliches Modell vor. Es erschien im letzten Band seines fünfbändigen Werkes Exposition du systeme du monde (Darstellung des Weltsystems) und ist heute unter der Bezeichnung Nebularhypothese bekannt. Laplace ging jedoch von einer bereits vorhandenen Sonne aus, deren erhitzte Atmosphäre aus analogen Gründen linsenförmige Gestalt annahm. Im Zuge der Abkühlung und entsprechenden Verdichtung der Gashülle überwog in ihrem äußersten Bereich mit der Zeit die Zentrifugalkraft, und es lösten sich nacheinander mehrere Gasringe ab, die sich zu den Planeten verdichtet haben.
Die Kosmogonie von Kant und die Nebularhypothese von Laplace werden oft vereinfacht zusammenfassend als Kant-Laplace-Theorie bezeichnet.
Zwischenzeitlich hatte eine Beinahe-Zusammenstoß-Theorie große Popularität, nach der die Planeten durch einen Beinahe-Zusammenstoß zwischen der Sonne und einem anderen Stern entstanden seien, bei welchem Masse aus den Sternen herausgerissen wurden. Heute gilt diese Theorie als überholt.

## Heutige Annahmen
Gemäß heutigem Wissen folgt der Prozess der Sternentstehung aus einer Molekülwolke in wesentlichen Punkten Kants Überlegungen. Man geht davon aus, dass auch das Sonnensystem auf diese „übliche Art“ entstanden ist, d. h. so wie Sternensysteme im Allgemeinen.
Heute nimmt man an, dass der Sonnennebel nur ein Fragment einer wesentlich größeren Molekülwolke, der Urwolke, war. Aus dieser sind außer dem Sonnensystem tausende weiterer Sternensysteme entstanden, so dass sich ein Sternhaufen gebildet hat. Dieser hat sich im weiteren Verlauf über die Galaxis verstreut.
Der Sonnennebel hatte anfangs etwa 100 AE Durchmesser und die zwei- bis dreifache Masse der Sonne. Durch gravitative Verdichtung kam es ab einem bestimmten Moment zum Kollaps des Kerns der Molekülwolke. Hieraus entstand ein Protostern, die „Ursonne“. Der Kollaps erfolgte zunächst isotrop von allen Seiten, später bildete sich eine zirkumstellare Akkretionsscheibe aus. Aus deren Material wuchs die Sonne weiter an, daraus entstanden auch die Planeten. Im Fall des Sonnensystems ist nur ein Einfachsternsystem entstanden, kein Doppel- oder Mehrfachsternsystem, wie sie sonst auch häufig vorkommen.
Über die Zusammensetzung der chemischen Elemente und Verbindungen im Sonnennebel können neben der Sonne und den Planeten u. a. auch Meteoriten Aufschluss geben.